# Karen Jespersen
Karen Moustgaard Jespersen (født 17. januar 1947 i København) er cand.mag., forfatter og tidligere medlem af Folketinget - for Socialdemokratiet 1990-2004 og for Venstre 2007-15. Hun var socialminister 1993-94 og 1994-2000 og derefter indenrigsminister i en socialdemokratisk ledet regering 2000-01 og medlem af Socialdemokraterne til oktober 2006. 1. februar 2007 blev hun folketingskandidat for Venstre. Hun var velfærdsminister i Regeringen Anders Fogh Rasmussen III 2007-09.
Hun har særligt markeret sig i debatten om indvandring og integration. Hun skrev bogen Islamister og naivister (2006), som hun skrev sammen med sin ægtefælle Ralf Pittelkow. I bogen retter parret kritik imod multikulturalismen.

## Baggrund
Karen Jespersen er datter af arbejdsmand Knud Jespersen og viktualiehandler Anna Jespersen. Hun gik i Nansensgades Skole fra 1954 til 1964 og blev i 1966 matematisk student fra Rysensteen Gymnasium. To år senere begyndte hun at læse historie og arkæologi ved Københavns Universitet, hvorfra hun blev cand.mag. i 1977.
Erhvervskarrieren startede som redaktør af 14 dages-bladet Politisk Revy i 1974–77, hvorefter hun var politisk reporter på Dagbladet Information fra 1978 til 1984. Fra 1984 til 1989 var hun journalist ved TV-avisen.
I sin rolle som samfundsdebattør fungerer Karen Jespersen som forfatter, foredragsholder m.v. og har sammen med Ralf Pittelkow stiftet netavisen Den Korte Avis, som hun er redaktør på. I 2005-07 var hun brevkasseredaktør i ugebladet Familie Journalen.
Hun er gift med den politiske kommentator Ralf Pittelkow og bor i Dragør.

## Politisk karriere

### Socialdemokratiet
Karen Jespersen begyndte sit politiske engagement i studietiden. Hun var medlem af konsistoriet på Københavns Universitet i 1974 og medlem af studienævnet for Historisk Institut samme sted 1975–77. Hun var medlem af Venstresocialisterne, som hun blev opstillet for i 1979, men blev ikke valgt og skiftede senere til Socialdemokratiet, som hun blev folketingskandidat for i 1989. Hun var gennem hele karrieren i Socialdemokratiet opstillet i Amagerkredsen. Karen Jespersen blev valgt til Folketinget 12. december 1990 og nedlagde sit mandat i oktober 2004.
I 1994 fik Jespersen sin parlamentariske immunitet ophævet ved en episode, idet hun skulle tiltales for at have kørt en fodgænger ned og altså overtrådt færdselsloven.
Hun var socialminister fra 25. januar 1993 til 28. januar 1994 og igen fra 27. september 1994 til 23. februar 2000. Herefter var hun indenrigsminister indtil den socialdemokratisk-radikale regerings afgang efter valget den 20. november 2001. Efter de bornholmske kommuner stemte for sammenlægning i maj 2001, var det Jespersen der som minister forhandlede de relevante lovændringer på plads.
I 2004 gik hun mod sit partis linje, da hun stillede sig kritisk til Tyrkiets EU-medlemskab. Senere forlod hun Folketinget. Den 14. januar 2007 meddelte Karen Jespersen, at hun i oktober 2006 havde udmeldt sig fra Socialdemokraterne. Som årsag nævnte hun partiets udlændingepolitik, som hun opfattede som uansvarlig. Hun havde som indenrigsminister i 2000-01 været fortaler for en strammere kurs på området, men måtte under valgkampen i 2001 se sig slået af den fløj i partiet, som ønskede en lempeligere udlændingepolitik.

### Venstre
Ekstra-Bladet meddelte 31. januar 2007, at Karen Jespersen ved indenrigsminister Lars Løkke Rasmussens mellemkomst ville blive opstillet som folketingskandidat for Venstre i Favrskovkredsen. Dagen efter blev hendes kandidatur offentliggjort på et pressemøde. Her udtalte Karen Jespersen, at Venstre i dag var en bedre garant for lighed, velfærd og frihedsværdier end Socialdemokraterne. Hun har dermed været opstillet til Folketinget for tre forskellige partier.
Den 12. september 2007 blev Karen Jespersen udnævnt til social- og ligestillingsminister under Anders Fogh Rasmussen. I november 2007 blev titlen ændret til velfærdsminister.
I en pressemeddelelse 3. april 2009 skrev Karen Jespersen, at hun ønskede at træde tilbage som velfærdsminister, men at forblive på ministerposten, indtil der var fundet en afløser. Lars Løkke Rasmussen blev statsminister den 5. april 2009, og samme dag udtrådte Karen Jespersen af regeringen. Den 4. juli 2012 meddelte Jespersen, at hun ikke ønskede at genopstille ved næste folketingsvalg.

## Injuriesag
I februar 2009 kaldte Karen Jespersen Muslimernes Fællesråd for ekstremister og udtalte at foreningens talsmænd Zubair Butt Hussain og Abdul Wahid Pedersen gik ind for stening. Ved Københavns Byret blev hun i oktober 2010 dømt for injurier på grund af stenings-påstanden, mens påstanden om ekstremisme ikke blev fundet injurierende.. I juli 2011 stadfæstede Østre Landsret dommen, der påbød Jespersen at betale 4 dagbøder á 250 kr. og at betale Hussain en godtgørelse på 10.000 kr.

## Tekstbidrag
- Med søsterlig hilsen. Høsts debatbog, 1. Peter Wivel (red.). Høst. 1971.{{cite book}}:  CS1-vedligeholdelse: others (link)
- Herzog, Marianne (1976). Fra hånden i munden : Kvinder i akkord. Kbh.: Tiderne Skifter.
- Danskere - hvem er vi?. Annelise Bistrup, Mette Winge (red.). Kbh.: Gyldendal. 1985. ISBN 87-01-19292-2.{{cite book}}:  CS1-vedligeholdelse: others (link)
- På ministerens vegne : på vej mod en ny embedsmandsstat. Rolf Geckler, Jørgen Grønnegård Christensen (red.) (2. oplag udgave). Kbh.: Gyldendal. 1987. ISBN 87-01-68974-6.{{cite book}}:  CS1-vedligeholdelse: others (link)

### Fodnoter
1. ↑  38 politikere ryger ud af Folketinget – se listen, 19. juni 2015, altinget.dk, set 23 juni 2015
2. 1 2 3  Opslag om Karen Jespersen på KVINFOs hjemmeside, dateret 25. juni 2015.
3. ↑  Leksikon for det 21. århundrede: Jespersen, Karen
4. ↑  "Folketingets synderegister", BT.dk, 21. oktober 2004.
5. ↑  Karen Jespersen ud af Socialdemokratiet, DR 14.1.2007
6. ↑  Karen J.: V er bedre end S til at sikre lighed og solidaritet, Politiken 1.2.2007
7. ↑  "Ændringer i regeringen. Pressemeddelelse fra statsministeriet den 12. september 2007". Arkiveret fra originalen 2. august 2019. Hentet 2. august 2019.
8. ↑  "Velfærdsminister Karen Jespersen stopper (03.04.2009)". Arkiveret fra originalen 13. april 2009. Hentet 3. april 2009.
9. ↑  "Karen Jespersen forlader Folketinget - Politiken.dk". Arkiveret fra originalen 7. juli 2012. Hentet 22. juli 2012.
10. ↑  Muslimernes Fællesråd tager til genmæle | Kristeligt Dagblad
11. ↑  Karen J. vil ikke trække udtalelse tilbage | Kristeligt Dagblad
12. ↑  Karen Jespersen dømt for injurier – Danmark
13. ↑  "Karen Jespersen dømt for injurier". Arkiveret fra originalen 27. oktober 2010. Hentet 27. oktober 2010.
14. ↑  "Dette måtte Karen Jespersen ikke sige". Arkiveret fra originalen 28. oktober 2010. Hentet 27. oktober 2010.
15. ↑  Karen Jespersen dømt for injurier. Artikel på berlingske.dk 8. juli 2011.

|  | Artiklen om politikeren Karen Jespersen kan blive bedre, hvis der indsættes et (bedre) billede. Du kan hjælpe ved at afsøge Wikimedia Commons for et passende billede eller uploade et godt billede til Wikimedia Commons iht. de tilladte licenser og indsætte det i artiklen. |